# Bakoeriani
Bakoeriani (Georgisch: ბაკურიანი) is een 'nederzetting met stedelijk karakter' (daba) in centraal-Georgië met 1.781 inwoners (2024). Bakoeriani is vooral bekend als skioord en wordt beschouwd als de "wintersporthoofdstad" van Georgië. Het is gesitueerd in het Trialetigebergte op 1700 meter boven zeeniveau. In de zomer is het gebied rond Bakoeriani populair bij (berg)wandelaars. Bakoeriani ligt in de gemeente Bordzjomi van de regio Samtsche-Dzjavacheti, op 105 km ten westen van hoofdstad Tbilisi en 16 kilometer ten zuidoosten van de stad Bordzjomi. 

## Geschiedenis
De eerste bewoners van Bakoeriani waren Oekraïners. In de 18e eeuw vestigden Oekraïense families zich in Bakoeriani, nadat zij hun thuisland ontvluchtten. Zij legden zich in het dorp toe op houtexport naar Duitsland om muziekinstrumenten van te maken. Met de opening van de smalspoorlijn uit Bordzjomi in 1902, begon de echte ontwikkeling van Bakoeriani. Er kwamen hotels, en in de Sovjettijd werden vervolgens sanatoria en kuuroorden toegevoegd.
In 1926 werd Bakoeriani tot 'nederzetting met stedelijk karakter' (დაბა, daba) gepromoveerd. De gebouwen werden geprivatiseerd na de onafhankelijkheid van Georgië in 1991 en zijn sindsdien gemoderniseerd. In 2006 werd ten noorden van Bakoeriani de Bakoe-Tbilisi-Ceyhan-pijpleiding aangelegd.

## Wintersport

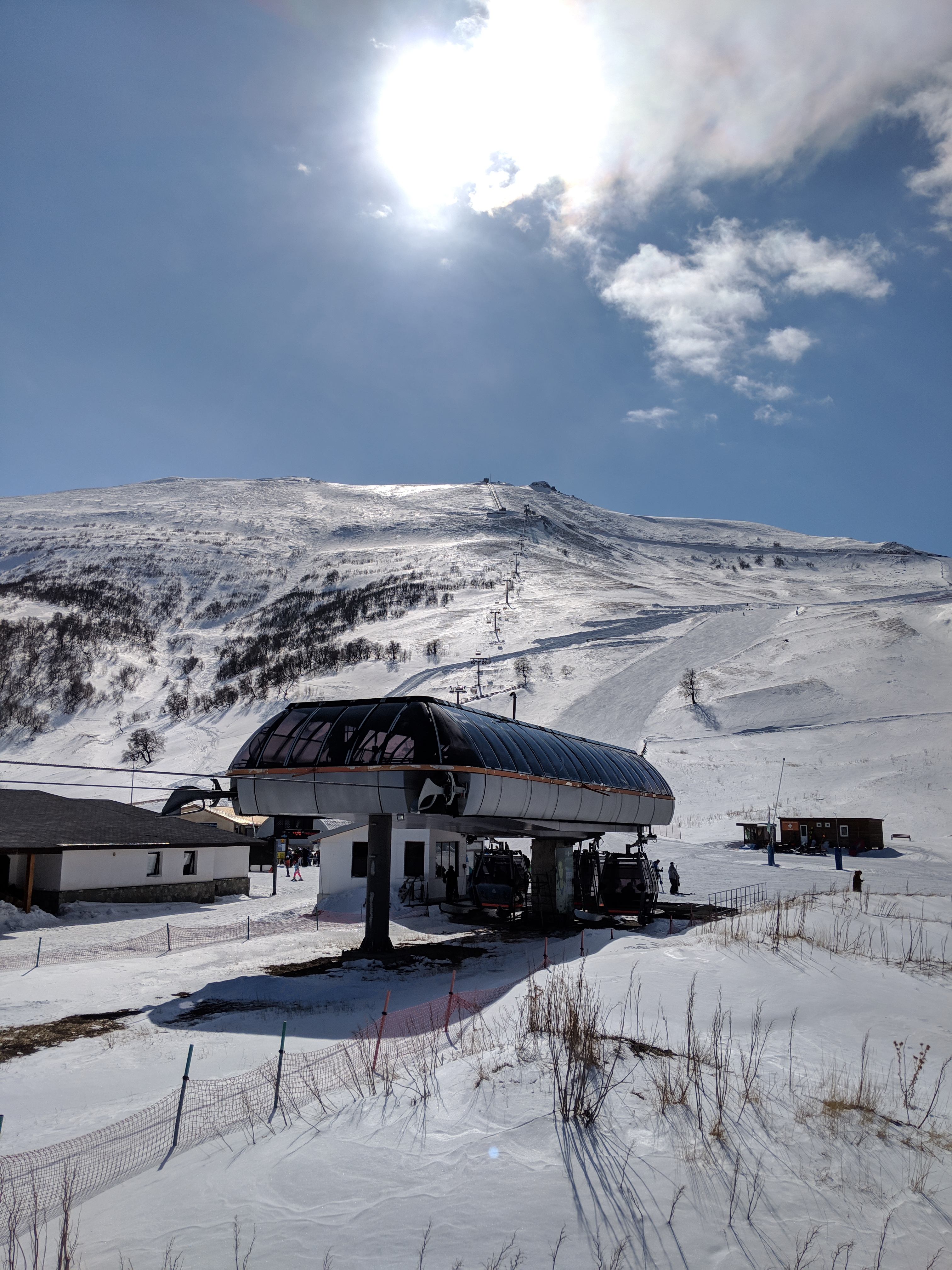
Moderne skiliften

Door de toegenomen interesse in Europa in skiën, begonnen Georgische skiërs in Bakoeriani met het opzetten van een skicentrum dat in 1935 opende, inclusief een skischool. In 1950 kwam er een skischans van 45 meter, en daarna van 75 meter. In 1954 werd de eerste sleeplift van de Sovjet-Unie in Bakoeriani geopend. Tot dan liepen skiërs naar de top van de berg Kochtagori. Anno de jaren 2020 was er 29 kilometer piste.
Verder biedt de plaats aan ongeveer 2000 vakantiegasten plaats, met name in de winter. Het winterseizoen begint in november en eindigt in maart. Het skigebied van Bakoeriani is opgedeeld in twee aparte delen: Didveli en Kochta/Kochta-Mitarbi. De berg Kochta biedt een maximale skibare hoogte van 2269 meter boven zeeniveau, terwijl de hoogste lift in Didveli 2702 meter bereikt. De moeilijkheidsgraad van de pistes op de berg Kochta Gora ("prachtige berg", top 2255 meter boven zeeniveau) is gemiddeld tot licht. De meeste pistes hebben sleepliften of stoeltjesliften. 
Bakoeriani was een van de beoogde locaties in de kandidatuur voor de Olympische Winterspelen 2014, die door de Georgische regering in 2005 werd voorgesteld met als centrum Bordzjomi. Deze kandidatuur werd in 2006 afgewezen door het Internationaal Olympisch Comité. In 2023 vonden hier de FIS wereldkampioenschappen freestyleskiën en snowboarden plaats.

## Demografie
Per 1 januari 2024 had Bakoeriani 1.781 inwoners.
| Aantal                                                            | 823 | 1.773 | 4.650 | 4.361 | 4.395 | 4.588 | 1.985 | 1.879 | 1.640 | 1.781 |
| Verantwoording data: Bevolkingsstatistiek Georgië 1897 tot heden. |     |       |       |       |       |       |       |       |       |       |

### Etniciteit
Volgens de volkstelling van 2014 bestond de bevolking van Bakoeriani voor bijna 58,7% uit Georgiërs en 23,4% uit Armeniërs. Opvallend is de substantiële Osseetse gemeenschap van bijna 200 inwoners (10,3%). Andere etnische minderheden zijn Russen (3,6%), Oekraïners (2,3%) en Grieken (1%). De Osseetse minderheid is een overblijfsel uit de periode dat er grote Osseetse gemeenschappen in het Trialetigebergte woonachtig waren. Deze zijn sinds de etnische conflicten begin jaren 1990 grotendeels verdwenen. In de Sovjetperiode lag het aantal Osseten in Bakoeriani rond de 30% met als hoogtepunt 1979 toen ruim 40% van de bevolking van Osseetse afkomst was.

## Bezienswaardigheden
De Alpiene Botanische Tuin van Bakoeriani, opgericht in 1910, heeft een oppervlakte van 17 hectare. Het toont ongeveer 1200 alpenplanten uit verschillende Kaukasus-regio's, ongeveer 300 planten uit Azië en 66 verschillende Kaukasische bomen en exotische planten. Sinds 1937 wordt het beheerd door de Georgische Academie van Wetenschappen.

## Vervoer

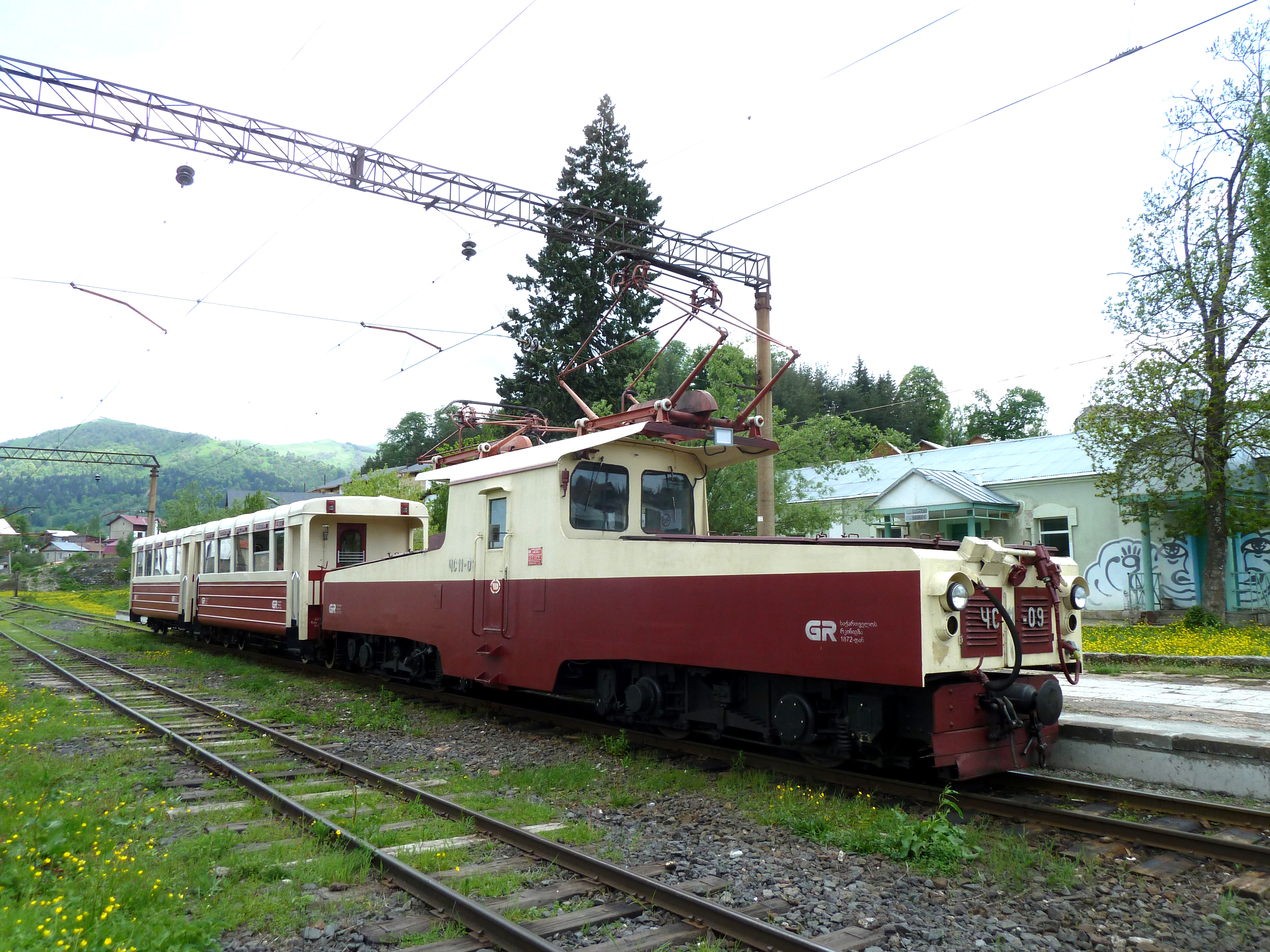
"Koekoesjka" in Bakoeriani

De belangrijkste weg naar en van Bakoeriani is de nationale route Sh20 vanaf Bordzjomi. Deze weg gaat door het Trialetigebergte verder naar Achalkalaki via de 2.417 meter hoge Tschratskaro-pas. 

### Koekoesjka
Bakoeriani is sinds 1902 het eindpunt van een 37 kilometer lange smalspoorlijn uit Bordzjomi. Deze lijn overbrugt een hoogteverschil van 900 meter, waar de treinen twee uur en dertig minuten per enkele reis over doen. De dienstregeling bestaat uit twee treinen die elkaar havlverwege in Tsagveri passeren. De bouw van de lijn begon in 1897 en was klaar in 1902 toen de lijn geopend werd. Bij het plaatsje Tsagveri ontwierp Gustave Eiffel een kenmerkende brug die er nog steeds ligt. In 1966 werd de lijn geëlektrificeerd, waarmee de kenmerkende Tsjechische "Krokodil" locomotieven werd geïntroduceerd, die ter plekke ook wel "Koekoesjka" worden genoemd (Russisch voor koekoek).
In 2016 werd de spoorlijn flink gerenoveerd, en in 2017 kreeg het de status van cultureel erfgoed monument. De lijn is sinds medio 2021 niet operationeel zonder verdere specificaties over reden of duur. De trein speelde een hoofdrol in aflevering 7 van het 18e seizoen (2018) van het tv-programma "Wie Is De Mol?".

## Panorama

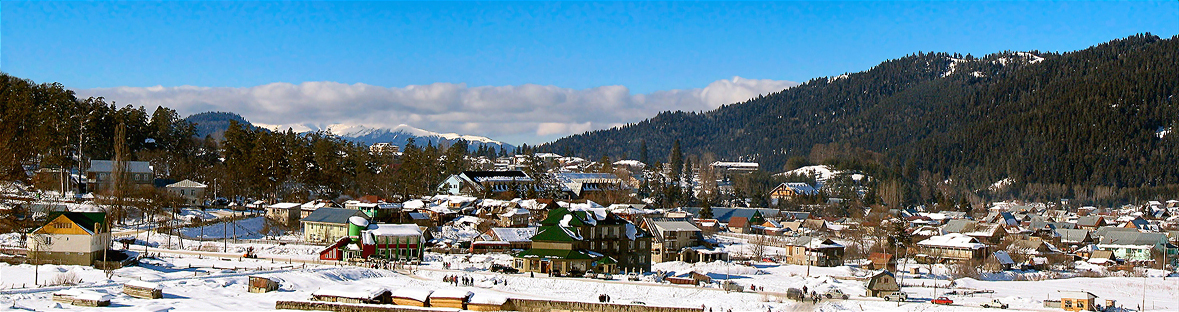
Bakoeriani in de winter.

## Geboren
Diverse (Sovjet) Georgische winteratleten en Olympiërs komen uit Bakoeriani: 
- Koba Zakadze (1934), schansspringer.
- Kachaber Tsakadze (1969), schansspringer.
- Iason Abramasjvili (1988), alpineskiër
- Giorgi Sogoijani (1997), rodelaar.